# ألدو جيوردانو
ألدو جيوردانو (بالإيطالية: Aldo Giordano) هو كاهن كاثوليكي ودبلوماسي إيطالي، ولد في 20 أغسطس 1954 في كونيو في إيطاليا.